# Nops toballus
Espèce
Nops toballus est une espèce d'araignées aranéomorphes de la famille des Caponiidae.

## Distribution
Cette espèce est endémique de Jamaïque.

## Description
Le mâle holotype mesure 3,94 mm et la femelle paratype 6,18 mm.
Le mâle décrit par Sánchez-Ruiz et Brescovit en 2018  mesure 8,4 mm et la femelle 8,6 mm.

## Publication originale
- Chickering, 1967 : The genus Nops (Araneae, Caponiidae) in Panama and the West Indies. Breviora, no 274, p. 1-19 (texte intégral).